# Jean Monval
Jean Baptiste Mondain-Monval dit Jean Monval (1882-1942) est un homme de lettres français, historien des religions qui a par ailleurs édité de nombreux écrits à titre posthume de son oncle François Coppée qui l'avait désigné héritier littéraire par testament.

## Biographie
Né le 9 mai 1882 à Paris de son père Georges Mondain dit Monval et de sa mère Ève Lafaye, Jean Monval fait ses études au lycée Louis le Grand à Paris avant d'intégrer l'École des Chartes en 1900, pour en sortir en 1904 diplômé archiviste paléographe, tout en obtenant en parallèle une licence en droit et une licence ès lettres. 
Nommé pensionnaire de la Fondation Thiers, promotion de 1906, ses recherches d'historien de l'art le conduisent en 1918 au titre de docteur octroyé par la Sorbonne avec sa thèse sur l'architecte du Panthéon Jacques Germain Soufflot, thèse couronnée par le prix Michel Perret de l'Académie des sciences morales et politiques.
Entre temps en 1908 il est admis comme archiviste adjoint à la Comédie Française avant de devenir archiviste en chef vingt-huit ans plus tard en 1936.
En 1911, il épouse Clémentine Welschinger. Ils auront trois enfants.
Il consacre son activité littéraire d'abord à publier les nombreux manuscrits hérités de son oncle François Coppée soit sous forme d'ouvrages soit sous forme de publications ou journaux littéraires. Il publie sous son propre nom des articles sur Molière, comme son père avant lui, sur les comédiens et la Comédie Française, tantôt dans le Bulletin de la société de l'histoire du théâtre, tantôt dans des journaux à plus large audience comme les suppléments du Figaro ou du Gaulois, Belles-Lettres, Comœdia, la Revue bleue, Larousse mensuel. 
Sa carrière littéraire s'oriente à partir des années 1920 vers le religieux en publiant d'abord des articles dans des revues catholiques telles que les Cahiers catholiques, la Vie catholique ou le Correspondant, puis trois ouvrages chez Grasset dans la collection Les grands ordres monastiques.
Décoré de la Légion d'honneur le 14 juillet 1934, il décède le 14 novembre 1942 à Paris. 